# Cosmosoma crathidina
Cosmosoma crathidina är en fjärilsart som beskrevs av Rothschild 1911. Cosmosoma crathidina ingår i släktet Cosmosoma och familjen björnspinnare. Inga underarter finns listade i Catalogue of Life.